# Hirne (Cervone), Sumî
Hirne (în ucraineană Гірне) este un sat în comuna Cervone din raionul Sumî, regiunea Sumî, Ucraina.

## Demografie
Componența lingvistică a localității Hirne
     Ucraineană (95,74%)
     Rusă (4,26%)
Conform recensământului din 2001, majoritatea populației localității Hirne era vorbitoare de ucraineană (95,74%), existând în minoritate și vorbitori de rusă (4,26%).